# اچ‌ام‌ای‌اس کیانگا
اچ‌ام‌ای‌اس کیانگا (به انگلیسی: HMAS Kianga) یک کشتی است که طول آن ۱۳۵٫۶ فوت (۴۱ متر) می‌باشد. این کشتی در سال ۱۹۲۲ ساخته شد.